# Micrura ceylanica
Micrura ceylanica är en djurart som tillhör fylumet slemmaskar, och som först beskrevs av Schmarda 1859.  Micrura ceylanica ingår i släktet Micrura och familjen Lineidae. Inga underarter finns listade i Catalogue of Life.